# Morogoro Urban (huyện)
Morogoro Urban là một huyện thuộc vùng Morogoro, Tanzania. Thủ phủ của huyện Morogoro Urban đóng tại Morogoro. Huyện Morogoro Urban có diện tích 260 ki lô mét vuông. Đến thời điểm điều tra dân số ngày 25 tháng 8 năm 2002, huyện Morogoro Urban có dân số 227921 người.